# Ciudad de Comayagua
 Comayagua ist die Hauptstadt des Departamentos Comayagua in Honduras.
2008 wurden 87.805 Einwohner gezählt.

## Geographische Lage
Comayagua liegt 37,6 Meilen nördlich von Tegucigalpa und 77,6 Meilen südlich von San Pedro Sula.

## Geschichte
Zur Zeit der Konquista lebten Lencas, welche Lencan sprachen, in diesem Gebiet.
Die spanische Stadt wurde am 8. Dezember 1537 als Santa María de Comayagua von Capitán Alonso de Cáceres im Auftrag des Adelantado, Gouverneur von Yucatán, Francisco de Montejo, und im Namen von Karl V. (HRR) und Santa María de la Concepción, in Besitz genommen.
Francisco de Montejo beschrieb die Lage als auf der Äquidistante zwischen den Ozeanen und in der Mitte von Nicaragua und León (Nicaragua). Alonso de Cáceres befriedete das Land der Higueras oder Honduras und fand ein Tal mit zwei Flüssen, zehn Legua lang und vier breit, welches sehr geeignet zur Gründung einer Stadt war.
Das Comayaguatal ist fruchtbares Land mit guten Weiden, reichlich Erdfrüchten, guter Luft und klarem Himmel.
Sie wählten einen strategisch erhabenen, unbewachsenen Ort und beantragten die Besitzeinweisung.
Die vertriebenen Indigenas zündeten den Spaniern die Strohdächer an und verzögerten damit die weitere Verteilung ihres Landes um zwei Jahre.

### Audiencia de los Confines
Mit einer Cédula vom 3. September 1543 wies Philipp II. (Spanien) die Audiencia de los Confines an, sich in Comayagua zu konstituieren. Im selben Schreiben erteilte er dem Ejido den Namen Santa María de la Nueva Valladolid de Comayagua nach Valladolid, seinem Wohnsitz. Der vom Cabildo de Españoles verwaltete Teil der Stadt wurde Concepción de Comayagua genannt.
Dank ihrer Lage im Landesinneren, geschützt vor Piratenüberfällen, sehr fruchtbarer Böden für Landbau und Viehwirtschaft und dem Vorhandensein von ergiebigen Silberminen in der Nähe wuchs die Bevölkerung, welche in Häusern aus Bahareque und Ziegelbauweise lebte. 1533 gründete der Priester Jerónimo Clemente ein Mercedarier Convento.

### Bistum
1550 war Truxillo als Sitz für den Bischof gewählt worden und der zweite Bischof von Honduras amtierte dort.
1551 wurde in Comayagua eine Kirche aus Stein für 1500 Goldpesos gebaut. 1552 wurde der Priester Jerónimo de Correll zum dritten Bischof von Honduras ernannt. Der Bischofssitz Truxillo war gerade von Piraten, mit Kaperbriefen aus England und Frankreich, geplündert worden. Um seine Ernennungsbulle für das Bistum Trujillon nicht verfallen zu lassen, musste er seinen Bischofssitz in Truxillo nehmen, da Comayagua kein Bistum war und keine Kathedrale hatte.
Der Priester Alonso de Guaman beantragte bei der Audiencia de Guatemala das Bistum nach Gracias a Dios zu verlegen, wo es eine Kirche und ein Cabildo de Espanoles gab. Bischof Pedriza, der erste Bischof, welcher ab 1536 in Honduras seinen Sitz hatte, hatte ein Haus zum Bischofssitz genommen. Die Audiencia de Guatemala wies Alonso de Guaman an, seinen Bischofssitz in Comayagua zu nehmen, welches im Zentrum des Bistums lag und über eine geeignete Kirche verfügte. Als Daten für eine mögliche Sanktionierung dieser Verlegung werden die Jahre 1559 und 1562 genannt.
1555 machte Bischof Jerónimo de Correll von Comayagua eine Rundreise durch sein Bistum und besuchte Trujillo, Puerto Caballos, San Pedro Sula und Gracias a Dios. 1560 reiste er nach Mexiko, um zum sich zum Bischof salben zu lassen.
1564 wurde die einzige Kirche von Comayagua, die des Mercedarierkonventes, zur Kathedrale von Honduras aufgewertet und Comayagua seitdem als Bistum bezeichnet. Die königliche Cédula, welche diesen Umzug sanktionierte, trägt das Datum 1572.
1574 wurde die Caja Real, die königliche Bank, ein Institut der Real Hacienda des Finanzministeriums, von San Pedro Sula nach Comayagua verlegt. Dies geschah wegen der ertragreichen Ausbeutung der Silberminen in der Nähe von Comayagua.
1577 wertete Philipp II. (Spanien) den Ort zur Ciudad auf. 1582 erkundigte sich der König, ob die Kirche von Comayagua als Kirche für einen Bischofssitz geeignet sei. Bischof Corrella erhielt vom König 800 Dukaten, mit welchen er Maurer und Maler die Kirche des Mercedarierkonventes zur Bischofskirche umgestalten ließ.
Es ist davon auszugehen, dass Bischof Corrella die Überführung des Bischofssitzes ab 1555 von Comayagua aus betrieb. Es wurde eine Reihe von Berichten, welche zwischen 1559 und 1562 datieren, bei der Audiencia de Guatemala gefunden, welche die Vorzüge von Comayagua herausstellen, die diesem Verlegungsverfahren zuzuordnen sind. In diesem Verfahren mussten die zivilen, die militärischen und die kirchlichen Behörden des Consejo de Indias überzeugt werden.
Mit dem auffällig langen Verwaltungsverfahren wurde verhindert, dass Comayagua wieder zu einer eigenständigen Machtposition gelangte, wie sie zu Zeiten der Audiencia de los Confines gegeben war. Nun war Comayagua ein Nirgendwo, verwaltet von der Capitanía General del Reyno de Guatemala im Vizekönigreich Neuspanien.
Comayagua wurde durch Erdbeben 1774 und 1804 geschädigt.
Ab 1776 war Comayagua die Hauptstadt der Intendencia de Comayagua
1812 proklamierte José Gregorio Tinoco de Contreras als Bürgermeister von Comayagua die Unabhängigkeit vom spanischen Mutterland. Im November 1817 gewährte der Consejo de Indias die Unabhängigkeit der Alcaldía Mayor von Tegucigalpa von der Regierung in Comayagua außer in Verteidigungsfragen. 1821, 1822 war Comayagua Hauptstadt der Provinz Comayagua im mexikanischen Imperium von Agustín de Itúrbide, während sich in Tegucigalpa Widerstand gegen die Annexion von Mexiko regte. Ab 1823 war Comayagua die Hauptstadt Provinz Comayagua in der Zentralamerikanischen Konföderation.
Ab 1823 wechselte der Sitz der Regierung von Honduras zwischen Comayagua und Tegucigalpa.
Comayagua wurde am 10. Mai 1827 von Truppen der Konföderationsregierung unter Manuel José Arce y Fagoaga besetzt, José Dionisio de la Trinidad de Herrera y Díaz del Valle wurde abgesetzt und verhaftet.
Anschließend ließ José Francisco Morazán Quezada die Truppen der Konföderationsregierung unter Manuel José Arce y Fagoaga bekämpfen und wurde Supremo Director
der Provinz Honduras in Comayagua.
Seit 30. Oktober 1880 unter der Regierung von Marco Aurelio Soto ist Tegucigalpa die Hauptstadt von Honduras.

## Sehenswürdigkeiten
- Auf der Plaza Central de Comayagua werden die Patronsfeste gefeiert.
- Der Palacio de la Alcaldía Municipal wurde im 16. Jahrhundert errichtet.
- Die Kathedrale de Comayagua wurde am 8. Dezember 1711 geweiht.

## Hispano Fútbol Club

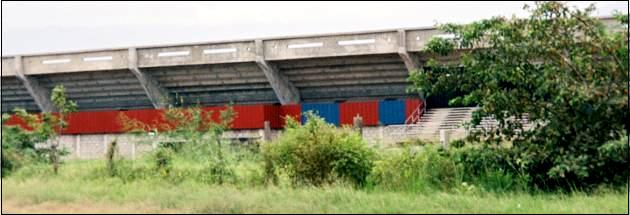
Carlos Miranda Stadium während des Baus 2005

Aus Comayagua kommt der Hispano Fútbol Club, dem der Bürgermeister ein Stadion, mit seinem Namen, hat bauen lassen.

## Base Aérea Enrique Soto Cano
15 Kilometer südlich von Comayagua wurde im Comayaguatal 1982 mit drei mal 20 Kilometer, der ausgedehnteste Luftwaffenstützpunkt von Zentralamerika, die Palmerola Air Base erstellt. Der Name erinnert an Enrique Soto aus New York City, welcher sich bei einem Aufstand im Puerto Cortés, im April 1897 gegen Policarpo Bonilla zum Präsidenten ausrufen ließ, gemeint ist aber ein Pilot aus dem Fußballkrieg. Etwa 550 Personen des US-Militär-Personals werden Joint Task Force-Bravo genannt und sorgen mit 650 Zivilbeschäftigten für humanitäre Interventionen.

## Gefängnisbrand
Beim Brand im Gefängnis von Comayagua am 14. Februar 2012 um 22:50 Uhr Ortszeit (5:50 MEZ am 15. Februar) werden 356 Häftlinge vermisst und sind vermutlich tot. 470 Häftlinge konnten entkommen. Laut Behörde löste ein Insasse den Brand durch das Anzünden einer Matratze aus.
Rettungskräfte konnten Schlüssel zu Zellentüren nicht finden. Ein Häftling berichtete von über 60 Personen in seiner Zelle.
Die Haftanstalt zählte mehr als 800 Insassen, die mittellange Strafen verbüßen und untertags in der Landwirtschaft arbeiten. Es handelt sich um kein Hochsicherheitsgefängnis. Dieser Brand war der größte Gefängnisbrand seit Jahrzehnten weltweit. Das Gefängnis war für 400 Personen ausgelegt, doch mit 820 Personen belegt. In Honduras sind insgesamt 13.000 Gefangene in Gefängnissen für 8000.

## Söhne und Töchter der Stadt
- José Carranza Chévez (1920–1980), römisch-katholischer Geistlicher, Bischof von Santa Rosa de Copán
- Noel Valladares (* 1977), Fußballtorhüter